# Разумовский, Василий Иванович
Васи́лий Ива́нович Разумо́вский (27 марта [8 апреля] 1857, Ефимовка, Самарская губерния — 7 апреля 1935, Ессентуки) — российский и советский хирург, доктор медицины, Герой Труда. Автор около 150 научных работ.

## Биография
Родился 27 марта (8 апреля) 1857 года в деревне Ефимовка Бузулукского уезда Самарской губернии (ныне — в Курманаевском районе Оренбургской области).
В 1880 году окончил медицинский факультет Императорского Казанского университета. Профессор хирургии в Казанском университете с 1887 года.
В 1893 году профессор впервые посетил Кавказские минеральные воды в качестве туриста. С 1896 года по приглашению курортной администрации в летний период работал платным консультантом-хирургом. В 1896—1898 годы останавливался в Железноводске, позже в Пятигорске в частной лечебнице доктора Ржаксинского. С 1902 по 1924 годы Василий Иванович редко приезжал на КМВ, в основном, в качестве туриста.
Разумовский был одним из основателей и первым ректором Императорского Саратовского университета (1909—1912), ректором Тбилисского государственного университета (1918), и первым ректором Бакинского государственного университета (1919).
Из постановления правительства Азербайджанской Демократической Республики от 8 сентября 1919 года:
Избранных университетской комиссией заслуженного профессора по кафедре оперативной хирургии В. И. Разумовского и профессора по кафедре патологической анатомии И. И. Широкогорова утвердить: первого — ректором, а второго — деканом медицинского факультета Бакинского государственного университета.
После 1920 года он вернулся в Саратовский государственный университет и проработал там до 1930 года. В 1930 году отошёл от преподавания, но продолжал организаторскую и врачебную деятельность как консультант курортного дела на Кавказских минеральных водах.
Умер 7 апреля 1935 года в городе Ессентуки. Могила находится на Братском кладбище города. В 1990-е годы барельеф на могильной плите хирурга был украден. В 2012 г. по инициативе Саратовского государственного университета, при содействии выпускников Саратовского университета и потомков Василия Ивановича, барельеф был воссоздан и установлен заново.

### Семья
Жена — Юлия Антониновна Залесова (Разумовская)
Сын — Владимир Васильевич Разумовский.
Дочь — София Васильевна Разумовская.
Дочь — Юлия Васильевна Разумовская.

## Награды и звания
- Ордена Святого Владимира четвёртой степени, Святой Анны третьей и второй степени, Святого Станислава второй степени[1];
- Звание Героя Труда (1923)[1];
- Заслуженный деятель науки РСФСР (1934)[2];
- Звание Почетный гражданин города-курорта Ессентуки (решение Думы города Ессентуки от 25.05.2022 г. № 54)[9]

Почетный член Ленинградского, Московского и ряда других хирургических обществ. Разумовский был деятельнейшим членом Пироговского общества врачей, автором многих научно-популярных брошюр по самым разнообразным областям медицины (хирургия, физкультура), популярным лектором.

## Память
В Саратове
В честь В. И. Разумовского названа 2-я городская клиническая больница и Саратовский государственный медицинский университет, перед учебным корпусом № 4 которого ему установлен памятник, скульптор Андрей Щербаков.

Памятник В. И. Разумовскому в Саратове
Памятник В. И. Разумовскому сбоку
Памятник В. И. Разумовскому у корпуса № 4

В Ессентуках
- Именем В. И. Разумовского названа улица в курортной части города (бывшая Садовая).
- На доме № 1 по ул. Ленина, где в последние годы жил профессор, установлена мемориальная доска.
- В Ессентукском историко-краеведческом музее им. В. П. Шпаковского создана и действует мемориальная комната учёного, где представлены личные вещи, документы и фотографии[10].
- 26 ноября 2015 г. на улице им. Разумовского у входа в Лечебный парк по инициативе Бакинского государственного университета при поддержке администрации Ессентуков была открыта мемориальная плита, посвящённая учёному[11].

Теплоход проекта 588, построенный в 1961 г., носит имя «Хирург Разумовский».